# Tornados de Buenos Aires de 2012
La tormenta del 4 de abril de 2012 en Buenos Aires, se trató de un fuerte evento meteorológico que afectó en gran parte de las localidades del Gran Buenos Aires, incluyendo la misma Ciudad de Buenos Aires. A causa del feroz temporal fallecieron 27 personas, otras 893 quedaron heridas y hubo pérdidas económicas millonarias valuadas en 275,5 millones de pesos de Argentina en daños materiales. 
Según las observaciones de los radares meteorológicos y los informes preliminares del Servicio Meteorológico Nacional, el fenómeno se trató de una línea de tormentas severas en forma de arco en donde se formaron 4 tornados, dos F1 y dos F2 catalogados en la Escala Fujita.
Por la intensidad, nivel de destrucción y particularidad del fenómeno, se trató de la tormenta más destructiva en extensión que afectó al Área Metropolitana de Buenos Aires–La Plata en su historia.

## Formación
El día miércoles 4 de abril de 2012, se encontraba instalada una masa de aire cálido, húmedo y muy inestable sobre la zona centro-este de la Argentina, a la vez que un frente de aire relativamente frío avanzaba hacia dicha región. El avance de aire fresco desde el sudoeste de la provincia de Buenos Aires hacia el Río de la Plata conformó un frente frío, en forma de cuña, que forzó al aire húmedo y cálido a ascender por su pendiente sobre la que se formaron bandas nubosas, encima de la cual se formaron las nubes de tormentas.
Ante esta situación de riesgo el Servicio Meteorológico Nacional emitió un aviso de alerta meteorológico por probables tormentas fuertes a las 06:30 HOA para la región de la Pampa Húmeda, incluyendo el norte de Buenos Aires, indicando que estaban dadas las condiciones para el desarrollo de tormentas que podrían alcanzar intensidad fuerte o inclusive severa. Posteriormente a las 11:30 HOA, con el análisis de la información de los radiosondeos, los cuales confirmaron la gran inestabilidad de la masa de aire, se emitió un aviso de alerta incluyendo directamente a la Ciudad Autónoma de Buenos Aires y el Gran Buenos Aires. 
Para la hora 20 de ese miércoles, el clima comenzó a empeorar registrándose las primeras precipitaciones. No pasó más de media hora, cuando una zona de 40 km de ancho, que se extiende desde un límite occidental hasta la costa del Río de la Plata, comenzaron a registrarse las primeras ráfagas de viento violentas y causando los primeros daños. Dicho límite, estuvo conformado por las localidades de General Rodríguez, Marcos Paz, Glew y La Plata, según el Instituto de Clima y Agua del INTA.
Un promedio de 20 minutos de duración fue suficiente para provocar derrumbes, caída de árboles, voladura de techos, accidentes viales y hasta vehículos arrastrados de sus lugares originales. A las pocas horas comenzaron a darse las primeras informaciones de que había víctimas fatales, heridos, evacuados, zonas inundadas y cortes de luz.
Según los informes preliminares del Servicio Meteorológico Nacional, durante el fenómeno se formaron al menos 4 tornados. Dos de categoría F2 en la escala Fujita y otros dos tornados de categoría F1 en la escala Fujita. La franja de daños más severos se extendió a lo largo de 70 km con un ancho variando entre 1500 y 2000 metros.

## Confirmación del SMN
El Servicio Meteorológico Nacional hizo una intensiva investigación, que llevó a informar cinco días después lo que realmente sucedió: dos tornados EF1 y dos EF2 fueron la causante de los grandes daños.

## Zonas afectadas
De acuerdo al informe final realizado y publicado por Servicio Meteorológico Nacional, el fenómeno se clasificó como tornados. En algunos sectores la intensidad fue de F1 y en otros de F2 con vientos de hasta 258 kilómetros por hora.
Los daños generales se dieron en una zona de unos 40 km de ancho, la que se extiende hacia la costa desde el límite occidental aproximado que une Luján, Marcos Paz, Glew y La Plata. La trayectoria de los tornados que se formaron al sur de la ciudad de Luján, unos 7 kilómetros de la Ruta Nacional 5, fue una franja con un ancho variable entre 1000 y 3000 metros. En particular, los daños más evidentes de esta franja de la tormenta se dieron en las ciudades de Luján, Gral. Rodríguez, Moreno, Merlo, San Antonio de Padua, Ituzaingó, Morón,  Castelar y hasta la ciudad de Ramos Mejía. 
En particular, se detectó que en la zona que abarca Ciudad Evita, Remedios de Escalada, el Parque Industrial Tecnológico, Quilmes y sectores de la Autopista Buenos Aires-La Plata, fue afectada por un tornado con vientos estimados por el SMN de entre 188 y 256 kilómetros por hora. En la región que abarca las localidades de Burzaco, Florencio Varela, Villa Elisa hasta Ensenada y Berisso, el fenómeno se clasifica como tormenta severa con vientos y ráfagas entre 130 y 230 kilómetros por hora. 
Una segunda franja de daños, los que también corresponden a la trayectoria de un tornado, comprende un ancho aproximado de 500 a 1500 m, desde Ciudad Evita hasta Punta Lara a lo largo de más de 50 km. Los daños más severos se dieron en las ciudades de Ciudad Evita, Lomas de Zamora, Lanús, Quilmes, Berazategui y Ensenada.
Por último, la tercera franja de daños fue de unos 10 km de ancho, pero en esta oportunidad los daños fueron menos intensos. Las zonas damnificadas fueron el Oeste del Partido de Almirante Brown y Florencio Varela.
Además, ese mismo día se concretó la segunda fecha del festival de música Quilmes Rock realizada en el Estadio River Plate. A pesar de todo, las bandas participantes (Foo Fighters, Arctic Monkeys, etc.) no suspendieron sus respectivos shows.

## Víctimas y daños
Ocho personas murieron en la CABA y las 18 muertes restantes ocurrieron en el Gran Buenos Aires, una más falleció en la ciudad de Santa Fe.
Los primeros cuatro días posteriores a la tormenta, sólo en la Capital, fueron retirados 5,5 millones de ramas y troncos de árboles. Más de 1400 calles permanecieron cerradas durante días, algunas incluso durante semanas, debido a la obstrucción con árboles, postes o escombros.
Diez mil usuarios quedaron incomunicados, pero un mes después (mayo) aún había 4 mil usuarios sin servicios de telefonía fija. Un total de 79.760 árboles cayeron o quedaron destruidos, de los cuales muchos de ellos, afectaron a cerca de 500 viviendas y unos 400 autos. También muchas escuelas quedaron sin clases por los daños y otras debieron cambiar los lugares de clases debido a la inestabilidad de las estructuras.
En las zonas sin suministro de agua corriente, la caída del servicio eléctrico tuvo a mucha gente sin bombeadores, y se quedaron sin agua en sus tanques durante semanas. Sólo en Morón hubo 50 casas destruidas por completo, 800 viviendas perdieron sus techos y 10000 árboles fueron quebrados o derribados.
Víctimas por localidad
- Ciudad de Buenos Aires: 8 muertos. Seis en el barrio de Barracas por derrumbes, un muerto en Villa Soldati debido a un derrumbe en un puesto de diario y un gendarme en Bajo Flores.
- Partido de Moreno: 5 muertos y 357 heridos. Tres en la localidad de Francisco Álvarez y otras dos en Moreno.
- Partido de Morón: 2 muertos y 293 heridos. Dos víctimas vecinos de la ciudad de Haedo.
- Partido de Quilmes: 2 muertos y 100 heridos. Dos víctimas en el colapso de un edificio en Quilmes Oeste.
- Partido de La Matanza: 2 muertos y 4 heridos. Una víctima en la ciudad de Isidro Casanova por un derrumbe y otra en Ramos Mejía por electrocución.
- Partido de Florencio Varela: 1 muerto y 120 heridos. Una muerte por aplastamiento en el barrio La Colorada.
- Partido de Lomas de Zamora: 1 muerto y 2 heridos. Víctima de electrocución.
- Partido de Avellaneda: 1 muerto y 1 herido. Una víctima a causa de un derrumbe en la isla Maciel.
- Partido de Ituzaingó: 1 muerto y 1 herido. Un muerto registrado días posteriores por un derrumbe en una edificación que presentaba su estructura endeble a causa del temporal.
- Ciudad de Santa Fe: 1 muerto y 1 herido. Una muerte registrada por electrocución.
- Partido de La Plata: 1 muerto por aplastamiento en la localidad de Gonnet.
- Partido de Berazategui: 1 muerto por un derrumbe.
- Partido de Ezeiza: 1 muerto víctima de la tormenta.
- Partido de Almirante Brown: 10 heridos.
- Partido de Berisso: 3 heridos.
- Partido de San Martín: 2 heridos.
- Partido de Tres de Febrero: 1 herido.

## En la cultura
El cuento Haedo en el centro del tornado del libro del mismo título, escrito por Javier Soverna (Alción, 2013), está inspirado en los tornados de 2012.